# 지구환경보고서
지구환경보고서(地球環境報告書)는 월드워치연구소(Worldwatch Institute)에서 해마다 발간하는 지구환경에 대한 조사보고서이다. 이 보고서는 정책적인 특이사항이나 분쟁사항 등 전 세계에 걸쳐 해마다 그 해에 가장 쟁점이 된 환경 관련 문제를 다룬 조사자료로서 지구환경보전을 위한 폭넓은 대안을 제시하고 있다.